# Быстров, Владимир Владимирович (советский хоккеист)
Влади́мир Влади́мирович Быстро́в (19 августа 1952, Свердловск — 22 марта 2008, Огре, Огре, Латвия) — советский хоккеист, вратарь.

## Биография
Начал игровую карьеру в 1968 году в команде «Кристалл» из Электростали. В сезонах 1971/72—1972/73 играл в калининском СКА, в сезонах 1973/74—1974/75 в московском «Локомотиве». С 1975 года в составе рижского «Динамо», сначала как дублёр Михаила Василёнка, затем составил ему равноценную пару. Отыграл в команде семь сезонов.
По окончании игровой карьеры в высшей лиге играл в республиканских турнирах Латвийской ССР. С 1990-х годов работал тренером в различных юношеских командах Латвии. Среди известных воспитанников: Сергей Жолток, Сергей Сенин, Гатис Цеплис, Андрей Игнатович, Александр Чунчуков.
Скоропостижно умер 22 марта 2008 года перед очередной игрой своей команды.

## Статистика выступления в высшей лиге
| Сезон                    | Команда                  | И   | ПШ  | Штр |
| ------------------------ | ------------------------ | --- | --- | --- |
| 1975/76                  | «Динамо» (Рига)          | 2   | 4   | 0   |
| 1976/77                  | «Динамо» (Рига)          | 19  | 59  | 4   |
| 1977/78                  | «Динамо» (Рига)          | 23  | 93  | 4   |
| 1978/79                  | «Динамо» (Рига)          | 43  | 109 | 2   |
| 1979/80                  | «Динамо» (Рига)          | 13  | 47  | 0   |
| 1980/81                  | «Динамо» (Рига)          | 18  | 65  | 0   |
| 1981/82                  | «Динамо» (Рига)          | 6   | 25  | 0   |
| Всего в чемпионатах СССР | Всего в чемпионатах СССР | 124 | 402 | 10  |